# Paracosmus insolens
Paracosmus insolens är en tvåvingeart som beskrevs av Daniel William Coquillett 1891. Paracosmus insolens ingår i släktet Paracosmus och familjen svävflugor.
Artens utbredningsområde är Kalifornien. Inga underarter finns listade i Catalogue of Life.